# Mac Raboy
Emanuel "Mac" Raboy, född 19 april 1914 i New York död i december 1967, var en amerikansk serietecknare som bland annat tecknade söndagssidan med Blixt Gordon 1948 – 1967.